# 命令：現代海空戰
《命令：現代海空戰》是Warfare Sims開發的戰爭模擬遊戲，通過 Matrix Games出版，2013年9月24日發布。

## 玩法

### 用戶界面
這遊戲使用標準的 Win32 / Windows Forms 界面，利用內置的 Windows 界面元素（窗口，按鈕，複選框等）。